# Rolf Egil Bergström
Rolf Egil Bergström, född 31 december 1941 i Uppsala, är en svensk journalist och  radioman. Bergström anställdes vid Sveriges Radio som reporter vid Ekoredaktionen 1966. Han var bland annat under åren 1968-1973 ansvarig för Ekots bevakning av det amerikanska rymdprogrammet. 1973-1976 var Bergström chef för radions ungdomsredaktion i Stockholm, och 1977-1991 chef för Radio Dalarna. Han var programledare för de 15 första reseprogrammen "Packat och Klart" i TV. Lokalt har han även gjort sig känd som tolkare av revykungen Ernst Rolfs sånger och kupletter. Bergström driver sedan 1991 frilans- och konsultverksamhet i eget bolag.